# Mohammed Daud Khan
Mohammed Daud Khan (Kabul, 18 de julio de 1909-Ibídem, 27 de abril de 1978) fue un político afgano, primer ministro (1953-1963) y presidente (1973-1978).

## Primeros años
El príncipe (Sardar) Mohamed Daud (también escrito Daoud) nació en Kabul como hijo mayor del diplomático príncipe Mohammed Aziz Khan (1877-1933, medio hermano del rey Mohamed Nadir Shah) y de su esposa, Khurshid Begum. Perdió a su padre al ser asesinado en Berlín en 1933, mientras se desempeñaba como embajador de Afganistán en Alemania. Él y su hermano Naim Khan (1911-1978) quedaron bajo la tutela de su tío, el príncipe Hashim Khan (1884-1953).
Se casó con su prima, la princesa Zamina Begum, hermana del rey Mohamed Zahir Shah.

## Carrera política y militar
Educado como militar en Francia y Afganistán. Se desempeñó como gobernador de la Provincia Oriental 1934-35 y 1938-39 y de Kandahar 1935-38. Comandante de las Fuerzas Centrales del Ejército desde el inicio de la Segunda Guerra Mundial hasta poco después de finalizar el conflicto, momento en que accedió al gobierno como ministro de Defensa (1946). En 1948, se desempeñó como embajador en Francia. En 1951, fue ascendido a general y sirvió en esa capacidad como comandante de la Fuerza Central en Kabul desde 1951-53.
Fue ministro del Interior (1949-1950) y, finalmente, primer ministro durante diez años, de 1953 a 1963. Ayudó a impulsar la política de modernización del rey en distintos aspectos económicos y sociales del país. Sin embargo, el periodo coincidió con un recrudecimiento de las posiciones independentistas de Pashtunistán, lo que le granjeó conflictos con su vecino pakistaní y fue uno de los detonantes de su fin como primer ministro tras un ataque frustrado a la zona norte de Pakistán.
Además de haber sido primer ministro, Daud también había sido ministro de Defensa y ministro de Planificación hasta 1963.

## Presidencia
En aquel entonces Afganistán se encontraba en una situación económica complicada, por lo que el país recibía apoyo tanto estadounidense como soviético. Asimismo, en la política interna afgana, mientras el rey tenía más afinidad con los estadounidenses, Daud lo estaba con los soviéticos. De igual manera, el apoyo estadounidense a Afganistán se estaba limitando a causa de la guerra de Vietnam, por lo que Daud aprovechando el contexto socioeconómico y la impopularidad del rey se encontraba planificando un golpe de Estado con apoyo soviético.
De este modo, en julio de 1973 dio un golpe de Estado y derrocó al rey, que a la sazón era su primo, proclamando la república. Su modo de gobierno, autoritario, tenía tintes populistas al tiempo que trataba de profundizar en políticas de liberalización económica que, al final, resultaron en fracaso. Eliminó del panorama político a los elementos islamistas y fundó su propio partido, el Partido Revolucionario Nacional. Él dijo la frase: «Me siento muy feliz cuando puedo encender mis cigarrillos estadounidenses con cerillas soviéticas» (30 de julio de 1973).
De igual manera, aunque Daud mantuvo una retórica aparentemente de izquierda, la estructura socioeconómica afgana se mantuvo prácticamente intacta. Y al mismo tiempo, pese a represión de Daur, las universidades y otros centros educativos, sobre todo de las grandes ciudades, se estaban politizando, principalmente con tendencias islamistas y comunistas.

## Muerte
El 17 de abril de 1978, Mir Akbar Kaibar, dirigente comunista, fue asesinado por agentes del régimen de Daud en la prisión de Pul-i-Charkhi, en Kabul. Hubo una manifestación de protesta espontánea de más de 10 000 personas, seguida del encarcelamiento de Nur Mohammad Taraki, Babrak Karmal y otros dirigentes opositores. Esto provocó un levantamiento militar. En la noche del 27 al 28 de abril unidades militares irrumpieron en el palacio en el corazón de Kabul. Con la ayuda de la fuerza aérea las tropas sublevadas vencieron la resistencia de la Guardia Presidencial.
Daud fue capturado, ejecutado con el resto de la realeza y enterrado en un lugar secreto. Treinta años después, el 4 de diciembre de 2008 su cuerpo fue identificado por las autoridades tras seis meses de excavaciones en una base militar en las afueras de Kabul y recibió un funeral de Estado.